# IC 2481
IC 2481 је спирална галаксија у сазвјежђу Хидра која се налази на листи објеката дубоког неба у Индекс каталогу.
Деклинација објекта је + 3° 55' 45" а ректасцензија 9h 27m 28,8s. Привидна величина (магнитуда) објекта IC 2481 износи 13,7 а фотографска магнитуда 14,5. Налази се на удаљености од 74,980 милиона парсека од Сунца. IC 2481 је још познат и под ознакама UGC 5040A, MCG 1-24-22, CGCG 34-47, IRAS 09248+0408, PGC 26826.